# Episodi di Last Cop - L'ultimo sbirro (quarta stagione)
La quarta stagione della serie televisiva Last Cop - L'ultimo sbirro è stata trasmessa in prima visione assoluta in Germania da Sat.1 dal 21 gennaio al 22 aprile 2013.
In Italia la stagione è stata trasmessa in prima visione da Rai 1 dal 16 luglio al 22 agosto 2014.
| nº | Titolo originale           | Titolo italiano           | Prima TV Germania | Prima TV Italia |
| -- | -------------------------- | ------------------------- | ----------------- | --------------- |
| 1  | Die Jagd beginnt           | Vecchie conoscenze        | 21 gennaio 2013   | 16 luglio 2014  |
| 2  | Nagel ins Herz             | Un cuore trafitto         | 28 gennaio 2013   | 23 luglio 2014  |
| 3  | Der Sinn des Lebens        | Una cicogna in arrivo     | 4 febbraio 2013   | 23 luglio 2014  |
| 4  | Kein Sterbenswort          | La cosa giusta            | 11 febbraio 2013  | 30 luglio 2014  |
| 5  | Unsere kleine Straße       | Buon vicinato             | 18 febbraio 2013  | 30 luglio 2014  |
| 6  | Feuer und Flamme           | Vendetta                  | 25 febbraio 2013  | 6 agosto 2014   |
| 7  | Zur Kasse, Schätzchen      | Frequentazioni pericolose | 4 marzo 2013      | 6 agosto 2014   |
| 8  | Wer zu hoch fliegt         | Chi troppo alto vola...   | 11 marzo 2013     | 13 agosto 2014  |
| 9  | Spielchen spielen          | La famiglia innanzitutto  | 18 marzo 2013     | 13 agosto 2014  |
| 10 | Grubengold                 | Cuore nero                | 25 marzo 2013     | 20 agosto 2014  |
| 11 | Uschi, mach keinen Quatsch | Conflitto di interessi    | 8 aprile 2013     | 20 agosto 2014  |
| 12 | Romeo und Julia            | Confessioni               | 14 aprile 2013    | 22 agosto 2014  |
| 13 | Gefährliches Spiel         | Operazione Ventaglietto   | 22 aprile 2013    | 22 agosto 2014  |

## Vecchie conoscenze
- Titolo originale: Die Jagd beginnt
- Diretto da: Zoltan Spirandelli
- Scritto da: Arne Nolting, Jan Martin Scharf

### Trama
Mick ha lasciato la polizia e vive nascosto nei boschi, rifiutando ogni contatto con i suoi ex colleghi. L'omicidio di un tassista commesso con la stessa arma che lo ha mandato in coma negli anni '80 è la molla che lo spinge ad investigare privatamente e a scoprire che ciò che gli è capitato 25 anni prima non è stato un casuale incidente, ma un tentato omicidio su commissione. Mentre Mick cerca il mandante, Andreas ed il suo nuovo partner lavorativo, un poliziotto molto zelante e ligio al regolamento, seguono i passaggi di mano della pistola. I metodi bruschi del loro ex collega e le incomprensioni col nuovo arrivato provocano alla squadra diversi grattacapi.
- Ascolti Italia: 2.268.000 telespettatori - share 11,97%[3]

## Un cuore trafitto
- Titolo originale: Nagel ins Herz
- Diretto da: Zoltan Spirandelli
- Scritto da: Michael Illner

### Trama
Il commissario Brisgau rientra in polizia, senza però rinunciare alle indagini personali e alla vita nei boschi. Il primo caso che gli viene affidato riguarda l'omicidio di un investigatore privato, avvenuto per mezzo di una sparachiodi. Tra le continue telefonate di Andreas a Dana ormai prossima al parto, i due ripercorrono le indagini della vittima su alcuni furti commessi ai danni di una ditta di trasporti. La refurtiva viene rintracciata in una casa di riposo, regalo del ladro per i suoi ospiti.
- Ascolti Italia: 2.737.000 telespettatori - share 12,46%[4]

## Una cicogna in arrivo
- Titolo originale: Der Sinn des Lebens
- Diretto da: Sophie Allet-Coche
- Scritto da: Katja Töner

### Trama
Un meccanico viene assassinato. In una tasca dei suoi pantaloni viene ritrovato un biglietto con un numero telefonico che conduce ad una banca del seme. Un medico sembra saperne più di quanto non voglia far credere. Mentre le preoccupazioni di Andreas per Dana diventano quasi ossessive, Tanja cerca di comunicare a Mick una novità importante.
- Ascolti Italia: 2.346.000 telespettatori - share 11,81%[4]

## La cosa giusta
- Titolo originale: Kein Sterbenswort
- Diretto da: Sophie Allet-Coche
- Scritto da: Sven Böttcher

### Trama
L'ombra del terrorismo si allunga su Essen quando un uomo si fa esplodere ad una fermata dell'autobus. La polizia federale occupa la sede della squadra criminale e assume con poco garbo il comando delle indagini. Il quadro della situazione non convince Mick che decide di muoversi autonomamente, ignorando i richiami dei nuovi superiori. Non è l'unica novità: arriva la giovane ottimizzatrice Stefanie Averdunk, incaricata di tagliare sprechi e migliorare il lavoro. Per Andreas le sorprese non sono finite: già stravolto dalle notti insonni a cui il figlio lo costringe, viene a sapere che sua madre e Meisner hanno ripreso a frequentarsi. Sul fronte delle sue indagini private, Mick risale ad un boss del racket delle estorsioni.
- Ascolti Italia: 2.915.000 spettatori - share 12,92%[5]

## Buon vicinato
- Titolo originale: Unsere kleine Straße
- Diretto da: Sophie Allet-Coche
- Scritto da: Robert Dannenberg

### Trama
L'avvelenamento di un senzatetto porta la squadra criminale in un quartiere dove la presenza di un accampamento di persone senza fissa dimora sta generando molte tensioni. Intanto in sede la nuova ottimizzatrice porta scompiglio con le sue proposte di tagli alle spese. Mentre Andreas riceve una insperata buona notizia, Mick arriva a tu per tu con il possibile mandante del suo omicidio.
- Ascolti Italia: 2.529.000 spettatori -  share 12,45%[5]

## Vendetta
- Titolo originale: Feuer und Flamme
- Diretto da: Peter Stauch
- Scritto da: Christian Heider, Uschi Müller

### Trama
Una sera Mick e Andreas si imbattono in Julia, una giovane teppista che dà fuoco alle auto. Nelle vicinanze in una vettura in fiamme viene rinvenuto il corpo di una donna. Julia viene arrestata ma non è l'unica indagata per omicidio: la vittima risulta essere l'ex moglie di un costruttore che al momento della morte stava tornando dalla festa di matrimonio dell'ex marito. Qui, in stato di ubriachezza, aveva ridicolizzato gli sposi, rivelando i loro segreti più nascosti.
Sul fronte delle sue indagini private Mick chiede la collaborazione di Andreas per raggirare una ballerina di pole dance, in contatto con Arno Fieber, il mandante del suo tentato omicidio. Intanto in ufficio le tensioni con la nuova ottimizzatrice si sciolgono.
- Ascolti Italia: 3.157.000 telespettatori - share 15,88%[6]

## Frequentazioni pericolose
- Titolo originale: Zur Kasse, Schätzchen
- Diretto da: Peter Stauch
- Scritto da: Arndt Stüwe

### Trama
Un funzionario del fisco viene assassinato in un bordello. Le indagini portano a conoscere i diversi personaggi che lo popolano ma anche a trovarne di insospettabili. Nel frattempo Mick sequestra Arno Fieber per ottenere informazioni sull'omicidio di cui si stava occupando prima di finire in coma. Al lavoro Stefanie è molto indecisa sul proseguimento della sua relazione con Mick e chiede consiglio a Tanja.
- Ascolti Italia: 2.699.000 telespettatori - share 14,94%[6]

## Chi troppo alto vola...
- Titolo originale: Wer zu hoch fliegt
- Diretto da: Peter Stauch
- Scritto da: Robert Dannenberg

### Trama
Un omicidio consumatosi all'accademia di polizia riporta Brisgau e Kringge nel luogo che ha dato il via alla loro carriera. La vittima, una donna, ambiva ad entrare nei corpi speciali, attirandosi l'ostilità di diversi uomini. Mentre Andreas è in crisi con Dana, Mick fa una scoperta sorprendente su Stefanie.
- Ascolti Italia: 2.573.000 telespettatori - share 14,14%[7]

## La famiglia innanzitutto
- Titolo originale: Spielchen spielen
- Diretto da: Thomas Nennstiel
- Scritto da: Christoph Wortberg

### Trama
Una rapina ad una banca finita in tragedia per la morte di un ostaggio si rivela essere un tentativo di rapire Isabelle Brisgau. La recente fuga di Arno Fieber dal sotterraneo in cui Mick lo aveva rinchiuso porta a pensare ad una mossa dell'imprenditore Ansgar Körting, il presunto mandante dell'omicidio Becker. Con le indagini ad un punto morto, le sole possibilità di trovare il rapinatore sono riposte nell'unico testimone che lo ha visto in faccia.
- Ascolti Italia: 2.376.000 telespettatori - share 14,37%[7]

## Cuore nero
- Titolo originale: Grubengold
- Diretto da: Thomas Nennstiel
- Scritto da: Stefan Scheich

### Trama
Un minatore viene assassinato nella miniera di carbone Auguste-Victoria, a Marl. Nelle sue tasche viene ritrovata una pepita d'oro, ma nessun collega vuole parlare. Mentre Andreas è alle prese con gli ultimi preparativi del matrimonio, Stefanie e Tanja si contendono Mick.
- Ascolti Italia: 2.865.000 telespettatori - share 14,55%[8]

## Conflitto di interessi
- Titolo originale: Uschi mach keinen Quatsch
- Diretto da: Thomas Nennstiel
- Scritto da: Arne Noltig, Jan Martin Scharf

### Trama
Una mattina Uschi si risveglia semisvestita nel letto del proprietario del suo bar, senza memoria degli eventi della notte precedente. L'uomo giace a terra morto nella stanza accanto, mentre la polizia minaccia di sfondare la porta.
- Ascolti Italia: 2.537.000 telespettatori - share 14,04%[8]

## Confessioni
- Titolo originale: Romeo und Julia
- Diretto da: Thomas Nennstiel
- Scritto da: Rafael Solá Ferrer

### Trama
Fuori da un parcheggio Mick nota una ragazza molto giovane che non smette di piangere. Quando le chiede cosa sia successo, la ragazza gli rivela di aver ucciso la madre. Brisgau si reca così a casa di Annika — questo il nome della ragazza — insieme al suo collega Andreas. Tuttavia i due poliziotti non trovano alcun corpo e il padre di Annika, appena tornato da un viaggio di lavoro, non crede affatto che la figlia abbia ucciso la propria madre. Inizia così un'intrigante caccia al cadavere.
- Ascolti Italia: 3.031.000 telespettatori - share 16,46%[9]
- Note: nell'episodio è presente un crossover, dato che il personaggio di Danni Lowinski (qui legale di Mick Brisgau) è la protagonista dell'omonima serie televisiva.

## Operazione Ventaglietto
- Titolo originale: Gefährliches Spiel
- Diretto da: Thomas Nennstiel
- Scritto da: Robert Dannenberg, Stefan Scheich

### Trama
Un uomo viene trovato morto da sua sorella il giorno del suo compleanno. Andreas e Mick iniziano ad indagare e scoprono che l'uomo lavorava per un casinò illegale. Nel frattempo Brisgau si reca all'ospedale per assistere il morente Schaller, ridotto in fin di vita da un Fieber ancora latitante. Nel frattempo Körting è stato arrestato grazie all'intervento di Andreas. Quando tutto sembrava finito, Fieber prende in ostaggio Andreas nella sua auto e lo costringe ad aiutarlo nel recupero di un falso passaporto per poter espatriare. Mentre Andreas si reca a casa di Fieber, Mick lo chiama per il suo regalo di nozze e Andreas, scaltramente, dice a Mick la parola "ventaglietto", cioè la parola d'ordine che nella precedente operazione significava "intervenire". Mick capisce il messaggio e inizia una corsa contro il tempo per fermare Fieber. Alla fine dopo una lunga corsa Mick salva Andreas e arresta Fieber. Nel finale Schaller si risveglia dal coma e Mick con la moto regalata ad Andreas fa una corsa verso la campagna.
- Ascolti Italia: 2.550.000 telespettatori - share 15,07%[9]